# コンパウンドK
コンパウンドK(Compound K)は高麗人参の有効成分であるジンセノサイドRb1などのプロトパナキサジオール(PPD)系ジンセノサイドの代謝物。ジンセノサイドは紅参に多いとされる。一般的にジンセノサイドは腸内細菌によって代謝され血液中に取り込まれる。しかしながら腸内細菌叢には個人差があるため、ジンセノサイドRb1をコンパウンドKに代謝できず、体内に吸収できない例が確認されている。また日々の腸内細菌の状態や加齢により、コンパウンドKへの代謝がスムーズに行われず、機能性や体感に差が生じる場合がある。
そこであらかじめ乳酸菌等でジンセノサイドを代謝させコンパウンドKを生成することで、機能性や体感を高め腸内細菌の個人差に影響されないエキスの製造方法が開発されている。